# Bally (Flipper)
Bally (ursprünglich Bally Manufacturing Corporation, heute Bally Technologies, Inc.) ist eine US-amerikanische Firma, die Einarmige Banditen, Spielkonsolen und Arcade-Spiele herstellt. Die Firma wurde 1932 von Raymond Moloney in Chicago gegründet und hat eine komplexe Geschichte an Umgestaltungen, Übernahmen und Aufteilungen der Firmenteile hinter sich. Die Wurzeln des Unternehmens liegen in der Herstellung von Flipperautomaten und Geldspielautomaten. Die meisten Spielautomaten der Casinos in Las Vegas sind noch heute von Bally. 
1976 wurde die Spielkonsole Bally Astrocade entwickelt. 1992 stellte Bally den mit über 20.000 Exemplaren bis dato meistverkauften Flipperautomaten The Addams Family her, allerdings bereits unter der Leitung des Marktführers und Konkurrenten Williams Electronics Games, der Bally 1988 übernahm. Zuvor leistete Bally Pionierarbeit, indem die Firma 1980 mit dem Xenon einen der ersten Flipper mit einer Rampe und Sprachausgabe baute. 1991 war Bally einer der ersten Flipperhersteller, der einen Flipper (Gilligans Island) mit einem Dot-Matrix-Display und einer Multifunktionsrampe ausstattete.
Im Jahr 2013 wurde SHFL Entertainment aufgekauft. Seit 2014 gehört Bally zu Scientific Games.